# Hermann von Salmuth
Anton Wilhelm Ludwig Hermann von Salmuth (* 29. März 1886 in Braunschweig; † 5. Juni 1924 in Hagen) war ein deutscher Verwaltungsjurist.

## Leben
Salmuth studierte Rechtswissenschaft an der Universität Lausanne, der Ruprecht-Karls-Universität Heidelberg und der Friedrich-Wilhelms-Universität zu Berlin. Seit 1904 war er Mitglied des Corps Vandalia Heidelberg. Er bestand 1907 das Referendarexamen und ging nach Hannover. Ab 1913 war er Regierungsassessor in Lyck. Von 1914 bis 1916 nahm er am Ersten Weltkrieg teil. Im Januar 1920 wurde er kommissarischer Regierungsassessor bei der Polizeidirektion Saarbrücken und dann in Hagen. Bis zu seinem Tod war er Landrat des Kreises Hagen. Er starb mit 38 Jahren. Hermann von Salmuth war verheiratet mit Margot Gabriele Erdmuthe Helene geb. von Minckwitz (* 30. Dezember 1893 in Altona; † 17. Juni 1974 in Wien).